# Pumphouse
Pumphouse è un album discografico del gruppo musicale britannico Tokyo Blade, pubblicato nel 1998 dalla Zoom Club Records.

## Il disco
Il disco contiene delle tracce registrate e prodotte tra il 1993 e il 1994 dai Pumphouse, band fondata da alcuni dei componenti dei Tokyo Blade (tra cui Alan Marsh) reduci dallo scioglimento avvenuto dopo il tour dell'EP Have an Ice Day.
Fu pubblicato solo alcuni anni dopo dall'etichetta Zoom Club Records, la quale accreditò il disco al gruppo di Andy Boulton (il quale non aveva partecipato alle registrazioni), scegliendo come titolo il vero nome del gruppo che lo registrò.

## Tracce
1. Like You Not – 4:29
2. The Ultimate High – 5:42
3. Gerald's Game – 4:10
4. Pay the Man – 3:37
5. Wrong Chair – 4:48
6. It's Only Money – 3:59
7. Character Assassination – 4:42
8. S.O.S. – 4:08
9. All Work No Play – 3:41
10. SNAFU – 3:34
11. Having a Bad Day – 3:37

Durata totale: 46:27

## Formazione
- Al Marsh - voce
- Jez Lee - chitarra
- Colin Riggs - basso
- Marc Angel - batteria